# Enrique M. Barba
Enrique Mariano Barba (La Plata, 19 de enero de 1909 - La Plata, 30 de noviembre de 1988) fue un historiador argentino.

## Biografía
Se graduó en historia en la Universidad Nacional de La Plata y alcanzó el doctorado en la Universidad de Madrid en 1934.
Fue profesor de historia en el Colegio Secundario de Señoritas de la Universidad de La Plata y director de Lectura de Textos Históricos en la misma Universidad. Alcanzó el título de Profesror titular de Historia Americana Contemporánea en 1941, y en 1945 fue vicedecano de la Facultad de Humanidades y Ciencias de la Educación.
Posteriormente se radicó en Buenos Aires y fue profesor en la Universidad de Buenos Aires. En 1955 fundó la revista Honoria. En 1962 fue nombrado director del 
Archivo Histórico de la Provincia de Buenos Aires, y en 1984 del Archivo General de la Nación. En 1976 fue nombrado presidente de la Academia Nacional de la Historia de la República Argentina, ocupando ese cargo hasta su fallecimiento en 1988.
Contribuyó activamente en distintas publicaciones históricas, en particular en la prestigiosa y popular revista Todo es Historia.
Falleció en 1988. Estaba casado con Georgelina M. Tizio, con quien tuvo dos hijos, Guillermo Mariano Barba, nacido en 1940 y Fernando Enrique Barba, nacido en 1942, que también es historiador.
Una calle de la ciudad de Rosario (Argentina) lleva su nombre.

## Obras
- Don Pedro de Cevallos (1937)
- La misión Cavia a Bolivia (1941)
- La misión de Quiroga al norte (1941)
- El gobernador Balcarce y sus opositores (1941)
- Los jefes federales ante la separación de Jujuy (1943)
- El norte argentino y Bolivia en la época de Santa Cruz (1949)
- Cómo llegó Rosas al poder (1956)
- Rastrilladas, huellas y caminos (1956)
- Correspondencia entre Rosas, Quiroga y López (1958)
- Unitarismo, federalismo, rosismo (1972)
- En torno a la cédula grande de 1743 (1979)